# Welcome back to The 70's "Journey of a Songwriter" since 1975 「君が人生の時〜Time of Your Life」
『 Welcome back to The 70's "Journey of a Songwriter" since 1975 「君が人生の時〜Time of Your Life」』（ウェルカム・バック・トゥ・ザ・セブンティーズ "ジャーニー・オブ・ア・ソングライター" シンス1975「きみがじんせいのとき〜タイム・オブ・ユア・ライフ」）は、2019年9月4日に発売された浜田省吾11作目の映像作品。

## 概要
前作『ON THE ROAD 2015-2016 "Journey of a Songwriter"』および『ON THE ROAD 2015-2016 旅するソングライター "Journey of a Songwriter"』から1年4ヶ月ぶりとなる映像作品。
本作は、2019年1月17日にNHKホールで開催された約3時間に及ぶチャリティー・ライブを収録した映像作品で、2018年秋に開催されたファンクラブツアーと同様に、浜田の70年代発表曲のみを選曲。浜田のアコースティック・ギター弾き語りによる第一部とバンド編成の第二部から構成されている。
1本のライブの中から本編・アンコールを合わせた全曲が収録された浜田の映像作品の商品はこれが初となる。
完全生産限定盤の特典CD2枚には先述の第二部、バンド編成のライブ音源を収録。特典映像ディスクには、2017年に開催されたファンクラブツアーで同年発売した2枚の洋楽カヴァー・アルバム「The Moonlight Cats Radio Show Vol. 1 & Vol. 2」収録曲R&Bカヴァー曲を披露したライブ映像を収録されている。
他会場では「散歩道」「AIDOのテーマ」「初夏の頃」「恋の西武新宿線」「二人の夏」が演奏されたが、収録されていない。

## リリース
Blu-ray（1枚）とDVD（2枚組）の2形態でリリースされた。
特典映像ディスク1枚とライブCD2枚を同梱した2形態の完全生産限定盤＜BD-BOX（2BD+2CD）・DVD-BOX（3DVD+2CD）＞も同時発売された。

## 収録曲（Blu-ray）

### Disc.1
【Live】※1-9：弾き語り　10-25：バンド編成
1. 生まれたところを遠く離れて
2. あの頃の僕
3. いつかもうすぐ
4. 19のままさ
5. 遠くへ ―1973年・春・20才
6. 朝からごきげん
7. 君に会うまでは
8. 君の微笑
9. 路地裏の少年
10. 雨の日のささやき
11. 恋に気づいて
12. 悲しみ深すぎて
13. Love Train
14. 子午線
15. 4年目の秋
16. ミス・ロンリー・ハート
17. いつわりの日々
18. 風を感じて
19. 涙あふれて
20. 今夜はごきげん
21. 青春のヴィジョン
22. 君が人生の時…
23. Good Night Angel
24. 行かないで
25. ラストダンス

【SPECIAL FEATURES】
1. "The Moonlight Cats Radio Show" for the Intermission
2. About J.S. Foundation
3. What's Going on (Music Video / Live Version)

### Disc.2
[100% FAN FUN FAN 2017 Welcome back to The 60's Shogo Hamada & The J.S. Inspirations "The Moonlight Cats Radio Show"]
1. Soulful Strut
2. My Cherie Amour
3. My Girl
4. Mercy, Mercy, Mercy
5. You've Really Got a Hold on Me
6. Crazy Love
7. This Boy
8. The Supremes Medley Stop! In the Name of Love ～ You Can't Hurry Love
9. Will You Still Love Me Tomorrow
10. What's Going on
11. Ain't No Mountain High Enough
12. The in Crowd

### Disc.3（CD：完全生産限定盤のみ）
1. 雨の日のささやき
2. 恋に気づいて
3. 悲しみ深すぎて
4. Love Train
5. Talk 1
6. 子午線
7. Talk 2
8. 4年目の秋
9. Talk 3
10. ミス・ロンリー・ハート
11. いつわりの日々

### Disc.4（CD：完全生産限定盤のみ）
1. 風を感じて
2. 涙あふれて
3. 今夜はごきげん
4. 青春のヴィジョン
5. Talk 4
6. 君が人生の時…
7. Good Night Angel
8. 行かないで
9. ラストダンス

## 収録曲（DVD）

### Disc.1
【Live】※弾き語り
1. 生まれたところを遠く離れて
2. あの頃の僕
3. いつかもうすぐ
4. 19のままさ
5. 遠くへ ―1973年・春・20才
6. 朝からごきげん
7. 君に会うまでは
8. 君の微笑
9. 路地裏の少年

【SPECIAL FEATURES】
1. "The Moonlight Cats Radio Show" for the Intermission

### Disc.2
【Live】※バンド編成
1. 雨の日のささやき
2. 恋に気づいて
3. 悲しみ深すぎて
4. Love Train
5. 子午線
6. 4年目の秋
7. ミス・ロンリー・ハート
8. いつわりの日々
9. 風を感じて
10. 涙あふれて
11. 今夜はごきげん
12. 青春のヴィジョン
13. 君が人生の時…
14. Good Night Angel
15. 行かないで
16. ラストダンス

【SPECIAL FEATURES】
1. About J.S. Foundation
2. What's Going on (Music Video)

### Disc.3（CD：完全生産限定盤のみ）
[100% FAN FUN FAN 2017 Welcome back to The 60's Shogo Hamada & The J.S. Inspirations "The Moonlight Cats Radio Show"]
1. Soulful Strut
2. My Cherie Amour
3. My Girl
4. Mercy, Mercy, Mercy
5. You've Really Got a Hold on Me
6. Crazy Love
7. This Boy
8. The Supremes Medley
9. Will You Still Love Me Tomorrow
10. What's Going on
11. Ain't No Mountain High Enough
12. The in Crowd

### Disc.4（CD：完全生産限定盤のみ）
1. 雨の日のささやき
2. 恋に気づいて
3. 悲しみ深すぎて
4. Love Train
5. Talk 1
6. 子午線
7. Talk 2
8. 4年目の秋
9. Talk 3
10. ミス・ロンリー・ハート
11. いつわりの日々

### Disc.5（CD：完全生産限定盤のみ）
1. 風を感じて
2. 涙あふれて
3. 今夜はごきげん
4. 青春のヴィジョン
5. Talk 4
6. 君が人生の時…
7. Good Night Angel
8. 行かないで
9. ラストダンス